# フレデリック・アーサー・ブリッジマン

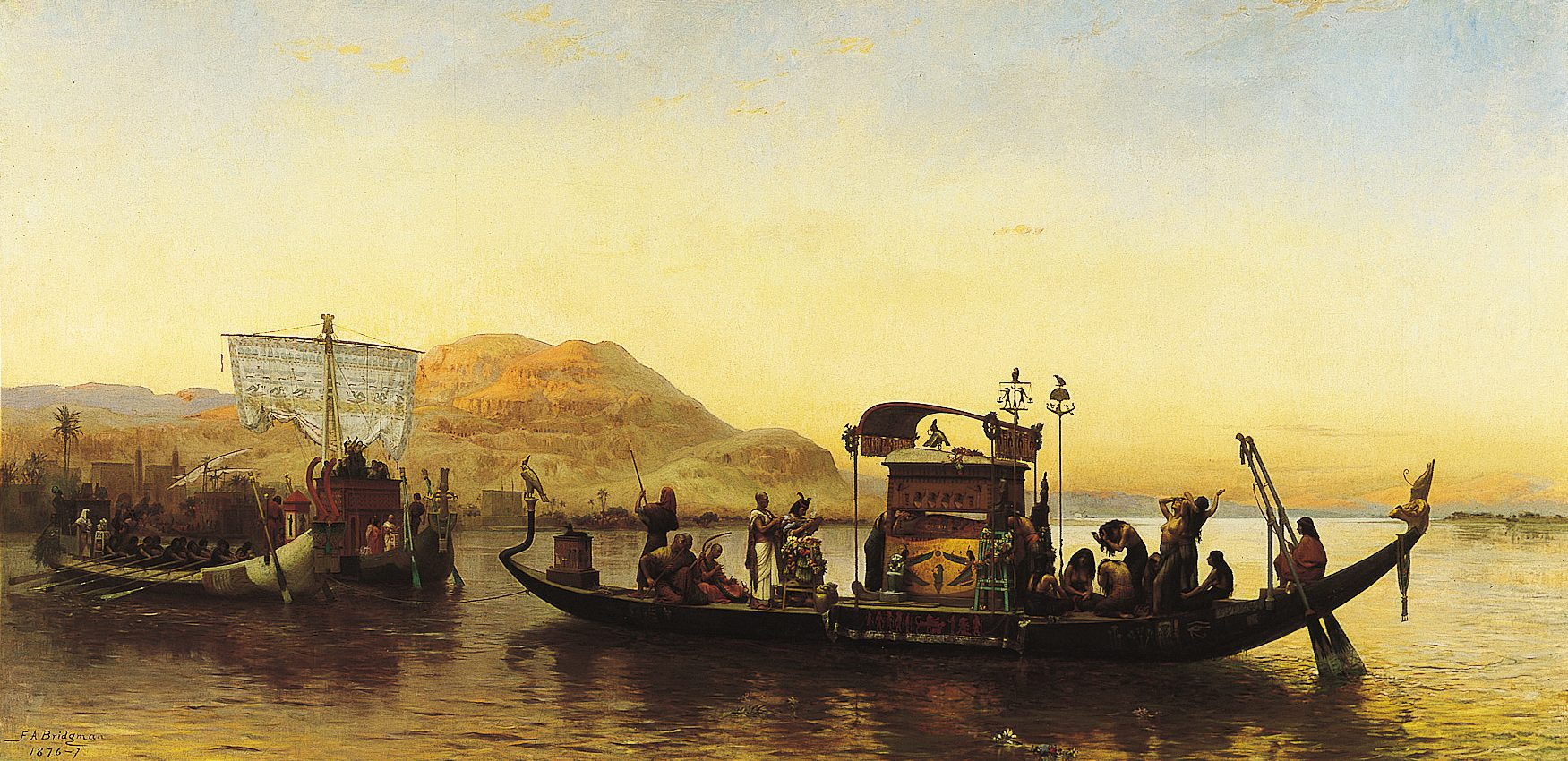
『ミイラの葬送』("Funeral of a Mummy")

フレデリック・アーサー・ブリッジマン（Frederick Arthur Bridgman、1847年11月10日 - 1928年1月13日）はアメリカ合衆国の画家である。ヨーロッパで活動し、北アフリカの風俗などを描き、「オリエンタリズム」の画家の一人に数えられる。

## 略歴
アラバマ州メイコン郡のタスキーギの医師の息子に生まれた。3歳で父親を亡くし、母親とニューヨークに移った。1864年から証券印刷会社(American Banknote Company)で働きながら、美術学校ブルックリン美術協会で絵を学んだ後、ナショナル・アカデミー・オブ・デザインでも学んだ。翌年にはブルックリン美術協会の展覧会に出展した作品が高い評価を得て、何人かの実業家から支援が得られるようになった。1866年にはフランスに渡り、初め、多くのアメリカ人芸術家が集まって活動していたブルターニュのポン＝タヴァンで活動し、アメリカ人画家、ロバート・ワイリーと親しくなり、そのグループに加わった。
1866年の秋から4年間、パリで「オリエンタリズム」の画家でもあるジャン＝レオン・ジェロームの弟子となり、ジェロームのもとで学んでいたトマス・エイキンズやハリー・ハンフリー・ムーアやアール・シンといったアメリカ人芸術家と親しくなった。普仏戦争中が始まり、危険なパリを離れ、ブルターニュへ移り、さらにスペインに移った。スペインから初めて北アフリカに渡り、1873年の春にパリに戻った。
1873年の冬にはその年レオン・ボナのもとで学び始めたアメリカ人画家、チャールズ・スプレイグ・ピアースと再びアフリカを旅し、カイロからナイル河を遡る旅をした。この旅で多くのスケッチ、写真などを持ち帰り、ブリッジマンの1877年の作品『ミイラの葬送』("Funeral of a Mummy")が生まれた。この作品は、1877年にサロン・ド・パリで展示され、1881年にロンドンのロイヤル・アカデミー・オブ・アーツでも展示され、ブリッジマンの画家としての地位は確立された。これにより1907年にレジオンドヌール勲章（オフィシエ）を受勲した。
1880年代の初めにブリッジマンの絵画の人気はピークを迎え、アメリカでも個展を開き、ナショナル・アカデミー・オブ・デザインの会員にも選ばれた。
最初に結婚した妻の健康状態が悪く1885年の冬をアルジェリアで過ごし、アルジェリアで描いた作品は万国博覧会の展覧会に出展された。その後妻は没し再婚した。第一次世界大戦の頃にはブリッジマンの絵の人気は衰えた。ノルマンディーに移りルーアンで没した。

## 作品
- "Cleopatra con sus doncella"
- 「アヌビスの神像の行列」(c.1885)
- 「昼寝」(1878)

- "L'Indolence"(怠惰)(c.1880)
- 「裁縫」
- 「子供の靴」
- アルジェリアの少女